# Lakenhalle van Zoutleeuw

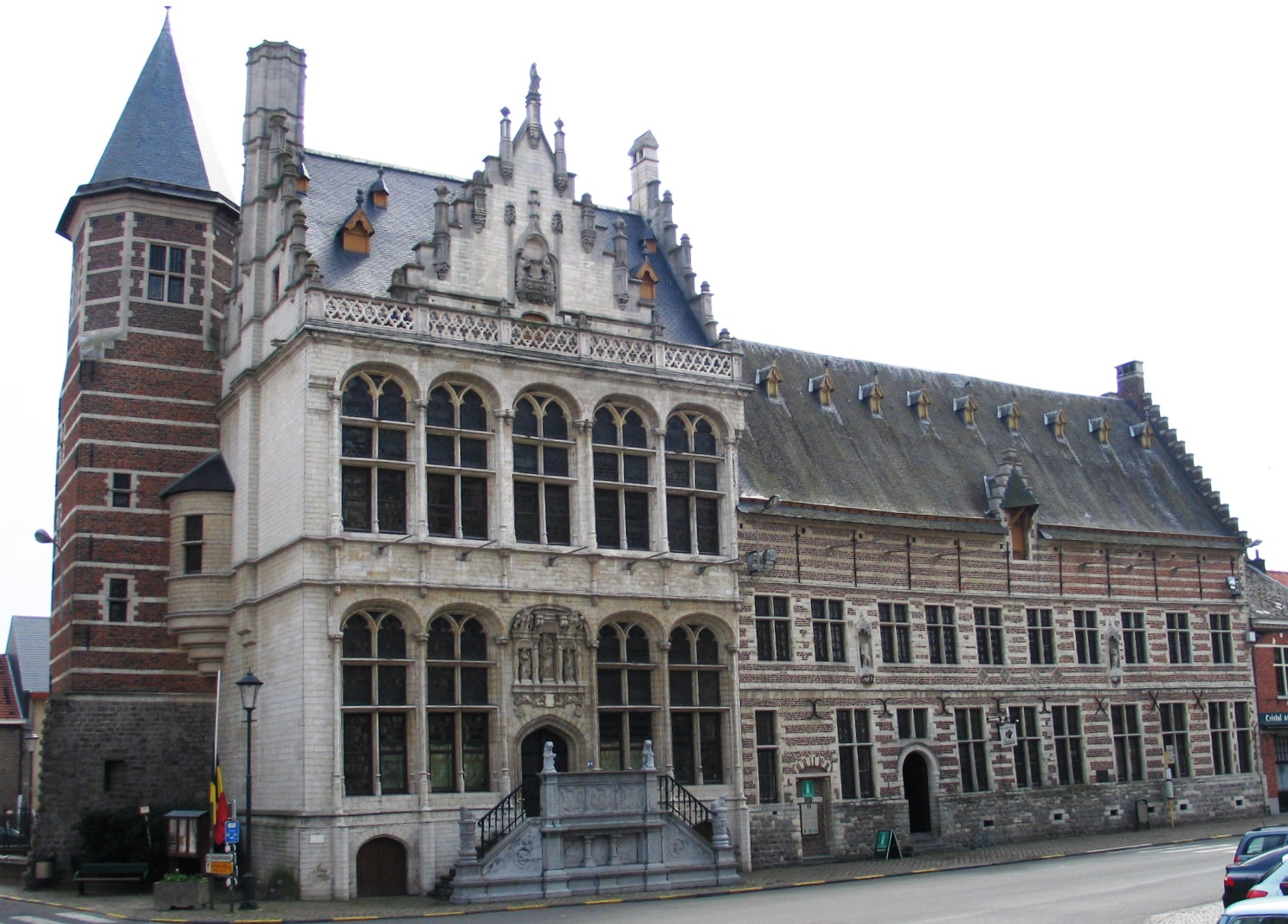
Stadhuis (links) en lakenhalle

De Lakenhalle werd gebouwd in het Belgische Zoutleeuw nadat de stad zich in de middeleeuwen ontwikkelde tot belangrijk handelscentrum.
De stad had in 1281 al een Vleeshuys of Vleeshalle gehad, maar de huidige lakenhalle moest het te klein geworden gebouw vervangen en tevens getuigen van de grootheid van Leeuw. De nieuwe hal werd opgetrokken op de muur van de eerste vestingswal, die nog steeds de achtergevel is. Behalve voor handel werd het gebouw ook gebruikt als ontmoetingsplaats en kazerne voor de Schuttersgilde, die in de middeleeuwen een zuiver militaire functie hadden.
Het gebouw wordt onterecht lakenhal genoemd, het lakenhuis stond op een andere plek.
Op de zolder werden de voorraden graan van de Tafel van de Heilige Geest oftewel armenhulp bewaard: de armenzorg in Leeuw werd in 1235 begonnen en is wellicht de oudste van België.